# Коннелл, Рут
Рут Коннелл (англ. Ruth Connell; род. 20 апреля 1979; Фолкерк, Шотландия) — шотландская актриса, режиссёр, продюсер, хореограф. Наиболее известна благодаря роли ведьмы Ровены в телесериале «Сверхъестественное».

## Биография
Рут родилась в городе Фолкерк, Центральная Шотландия, выросла на ферме рядом с маленьким шотландским городком Боннибридж, единственный ребёнок в семье. Мать Фиона Коннелл — учительница. Отец Дэвид Коннелл — тренер и менеджер футбольной команды «Фалкирк». В 4 года Рут начала заниматься танцами вместе со своей кузиной Руби. Вскоре была принята в Шотландскую школу профессионального балета, где сыграла множество детских ролей. С отличием окончила драматический колледж в Лондоне. В 24 года поступила в театральное училище.

## Карьера в театре
| Роли                        | Название на русском                             | Оригинальное название                 |
| --------------------------- | ----------------------------------------------- | ------------------------------------- |
| Груша                       | «Кавказский меловой круг»                       | «The Caucasian Chalk Circle»          |
| Ис                          | «Мужчины должны плакать»                        | «Men should weep»                     |
| Гретхен и Елена Троянская   | «Фауст»                                         | «Faust»                               |
| Лили                        | -                                               | «No mean City»                        |
| Миссис Бивер                | «Лев, колдунья и платяной шкаф»                 | «The Lion The Witch and The Wardrobe» |
| Миссис Дарлинг/Капитан Крюк | «Питер Пэн, мальчик, который ненавидел матерей» | «Peter Pan»                           |
| Джессика                    | «Венецианский купец»                            | «The Merchant of Venice»              |
| Титания                     | «Сон в летнюю ночь»                             | «A Midsummer Night’s Dream»           |
| Клементина                  | «Чарльз Эдвард Стюарт»                          | «Charles Edward Stewart»              |
| Мод Ган                     | «Джимми Си»                                     | «Jimmy C»                             |
| Леи Леи                     | «Аладдин»                                       | «Aladdin»                             |
| Злая мачеха                 | «Гензель и Гретель»                             | «Hansel and Gretel»                   |
| Маргарита                   | «Пойманный»                                     | «Ensnared»                            |

Рут была номинирована как «Лучшая главная актриса» на «BroadwayWorld Los Angeles Awards» в 2013 году, за роль Миссис Дарлинг и Капитана Крюка в постановке «Питер Пен, мальчик, который ненавидел матерей».

## Фильмография

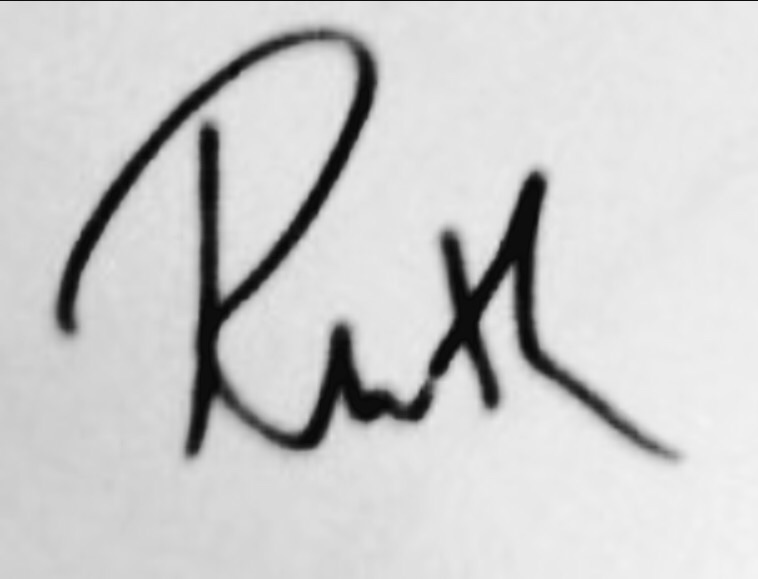
автограф

| Роли                                                                                      | Название на русском     | Оригинальное название            | Год       |
| ----------------------------------------------------------------------------------------- | ----------------------- | -------------------------------- | --------- |
| Лондонская девочка                                                                        | «Прыжок солдата»        | «The soldier’s leap»             | 1998      |
| Анестезиолог                                                                              | -                       | «Meades Eats»                    | 2003      |
| Дьябло/миссис Джонстон                                                                    | «Господин боли»         | «Lord of pain»                   | -         |
| Касандра                                                                                  | «Падение ангела»        | «Angel crush»                    | -         |
| Тори                                                                                      | «Поддержка»             | «Nourishment»                    | -         |
| Мари                                                                                      | «Крошечные разрезы»     | «Tiny cuts»                      | -         |
| Ольга                                                                                     | -                       | «Above their station»            | 2010      |
| Дебора Перри                                                                              | «Любовный долг»         | «Love’s bebt»                    | 2010      |
| Плакальщица                                                                               | «Идеальный конец»       | «A perfect ending»               | 2012      |
| Мэрилейн                                                                                  | «Фольклор»              | «Folklore»                       | 2013      |
| Луис                                                                                      | «Глава Денатурата»      | «Meth Head»                      | 2013      |
| Белека                                                                                    | -                       | «Sapphire Strange»               | 2013      |
| Бонни                                                                                     | «Проклятый человек»     | «The cursed man»                 | 2013      |
| Ровена Маклауд                                                                            | «Сверхъестественное»    | «Supernatural»                   | 2014—2020 |
| Кэнди                                                                                     | «Хара-Кири»             | «Hara-Kiri»                      | 2015      |
| Мерида (озвучка)                                                                          | «София Прекрасная»      | «Sofia the first»                | 2015      |
| Сиенна / Сюзанна                                                                          | «Прощение»              | «Forgiveness» / «Sienna Burning» | 2015      |
| Владелец картофельной закусочной / Водитель в машине / второстепенные персонажи (озвучка) | «Мой шумный дом: Фильм» | «The Loud House Movie»           | 2021      |